# Fonteta
Fonteta es una localidad del municipio de Forallac, perteneciente a la provincia de Gerona, en la comunidad autónoma de Cataluña.

## Historia
Hacia mediados del siglo XIX, el lugar, por entonces con ayuntamiento propio, tenía contabilizada una población de 340 habitantes. Aparece descrito en el octavo volumen del Diccionario geográfico-estadístico-histórico de España y sus posesiones de Ultramar de Pascual Madoz de la siguiente manera:

FONTELA: [sic] l. con ayunt. en la prov. y dióc. de Gerona (5 1/2 horas), part. jud. de La Bisbal (1/4), aud. terr. c. g. de Barcelona (19): sit. en llano con buena ventilacion y clima saludable. Tiene una igl. parr. (La Asuncion de Ntra. Sra.), aneja de la de Labisbal, con el cual confina el térm. por O.; por N. Castell de Ampurdá; E. Peralta, y S. San Pol de La Bisbal. El terreno es de mediana calidad; le cruzan varios caminos locales. El correo se recibe de la cab. del part. prod.: cereales, legumbres, vino y aceite; cria poco ganado lanar, y el necesario para la labranza; y caza de perdices, conejos y liebres. pobl.: 70 vec., 340 alm. cap. prod.: 4.019,200. imp.: 100,480 rs.
(Madoz, 1847, p. 133)

El municipio de Fonteta desapareció en 1976, al fusionarse con los de Peratallada y Vulpellach para formar el nuevo término municipal de Forallac.
En 2022, la entidad colectiva de población tenía empadronados 282 habitantes, la entidad singular de población 282 habitantes y el núcleo de población 207 habitantes.

## Demografía
| Gráfica de evolución demográfica de Fonteta entre 1842 y 1970 |
| |
| Población de derecho según los censos de población del INE Población de hecho según los censos de población del INEEntre el censo de 1857 y el anterior, crece el término del municipio porque incorpora a Fitor Entre el censo de 1981 y el anterior, este municipio desaparece porque se agrupa en el municipio Forallac |